# Villa de Beaulieu
La villa de Beaulieu est une villa située à Mauves-sur-Loire, en France.

## Localisation
La villa est située sur la commune de Mauves-sur-Loire, dans le département de la Loire-Atlantique.

## Historique
La propriété est construite par l'architecte Étienne Blon en 1826 pour le compte de René Bouvet, planteur à la Réunion.
Les jardins ont été dessinés par l'architecte paysagiste Antoine Noisette en 1875.
Le monument est inscrit au titre des monuments historiques en 1997.